# Masters of Chant Chapter IV
Masters of Chant Chapter IV – piąty album zespołu Gregorian, złożony z coverów różnych wykonawców.

## Lista utworów
1. "The Gift"
2. "Bridge over Troubled Water" (Simon and Garfunkel)
3. "With or Without You" (U2)
4. "Maid of Orleans" (Orchestral Manoeuvres in the Dark)
5. "Angels" (Robbie Williams)
6. "Evening Falls" (Enya)
7. "I'll Find My Way Home" (Jon & Vangelis)
8. "Imagine" (John Lennon)
9. "For No One" (The Beatles)
10. "Hide and Seek" (Howard Jones)
11. "World" (Bee Gees)
12. "High Hopes" (Pink Floyd)
13. "Clocks" (Coldplay)

### Utwory zamieszczone na limitowanej edycji płyty
1. "The End of Days" (Jan-Eric Kohrs, Violet)
2. "Heaven Is a Place on Earth" (Belinda Carlisle)
3. "Le Temps des Cathedrales" (Luc Plamondon, Riccardo Cocciante)